# Paldiski
Paldiski, historisch Rogervik (schwed. Rågervik) und Baltischport (russ. Балтийский Порт/Baltijski Port), ist eine Hafenstadt im Nordwesten Estlands im Landkreis Harju. Seit 2017 ist sie der Verwaltungssitz der neugebildeten Landgemeinde Lääne-Harju. Zuvor war Paldiski eine eigenständige Stadtgemeinde. 

## Geographie
Paldiski liegt rund 50 km westlich von Tallinn auf der Halbinsel Pakri. Der Stadt vorgelagert sind die Pakri-Inseln. 

## Geschichte

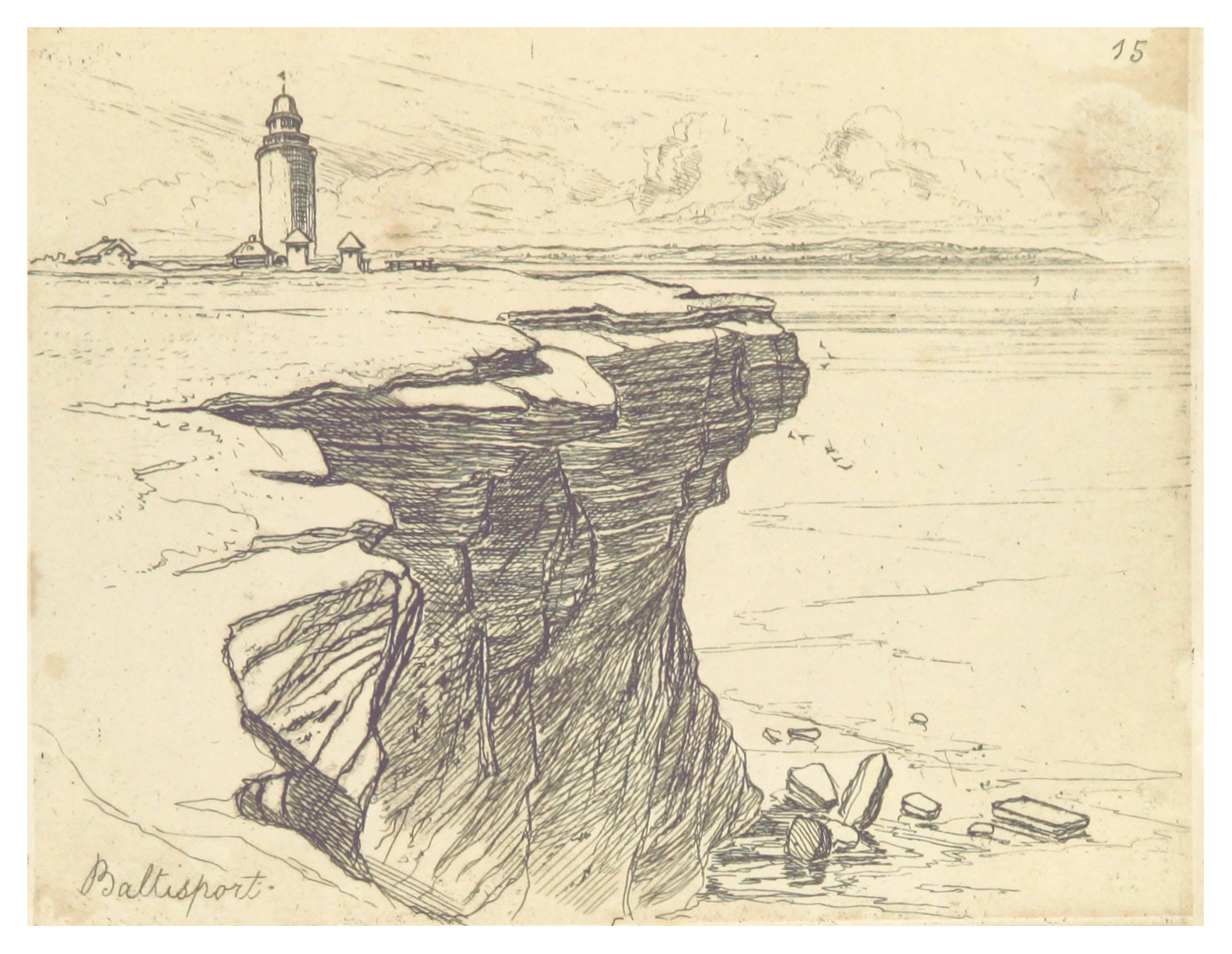
Der Leuchtturm auf dem Pakri-Kliff um 1840

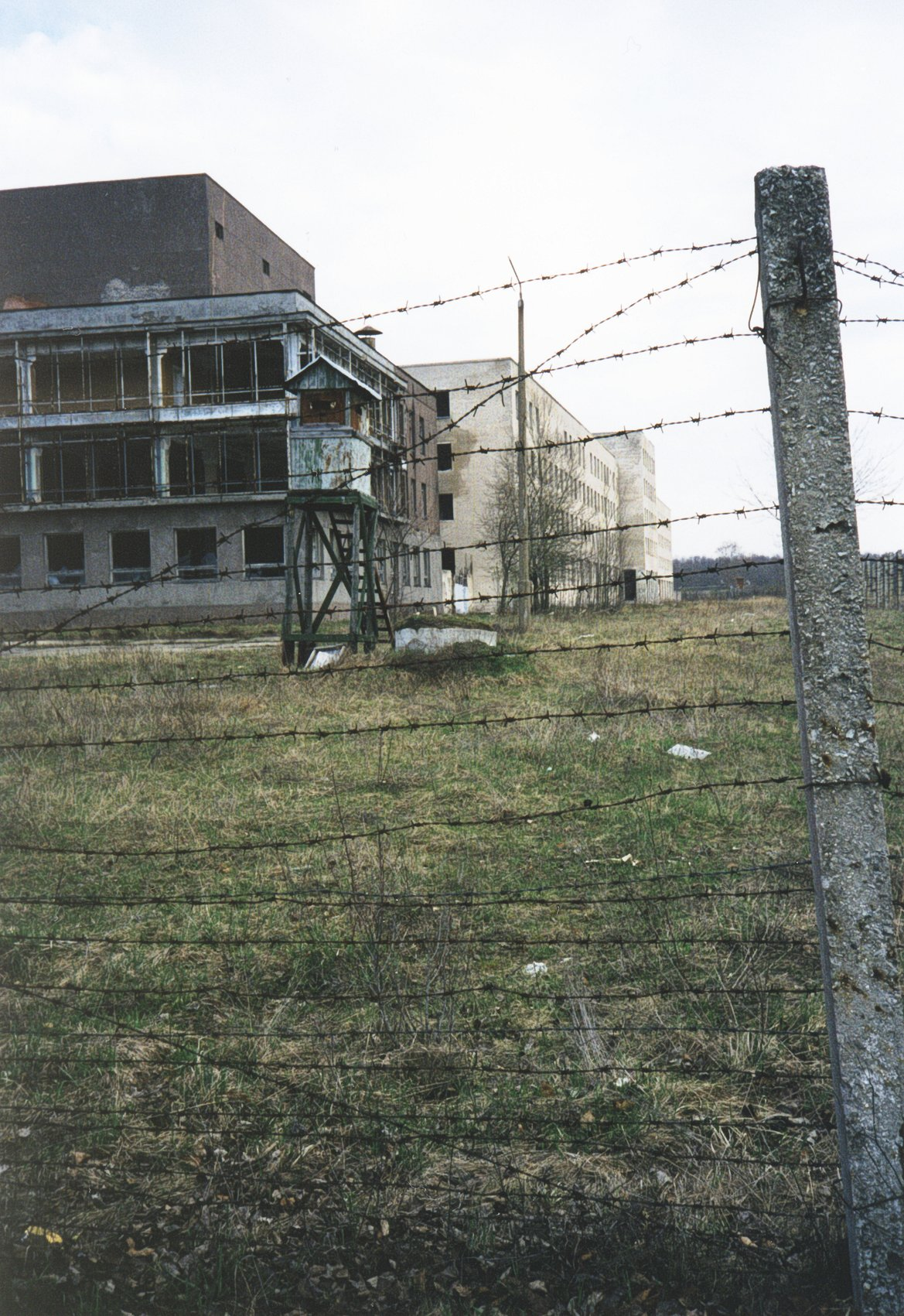
Verlassene sowjetische Militäranlagen in Paldiski (1999)

### Von den Anfängen bis 1939
Paldiski wurde im 17. Jahrhundert als schwedisches Fischerdorf Rågervik gegründet. Nachdem Russland unter Zar Peter dem Großen das Baltikum erobert hatte, wurde 1718 in der Pakribucht der Grundstein für einen Flottenstützpunkt gelegt, dessen Bauarbeiten bis 1770 andauerten. 1761 wurde der Ort von Zarin Katharina II. in Baltischport (russ. Балтийский Порт/Baltijski Port) umbenannt, woraus später der estnische Name Paldiski entstand, der 1933 offiziell wurde. 1783 erhielt der Ort die Stadtrechte verliehen. Baltijski Port war als eisfreier Hafen über eine lange Zeit „Haushafen“ von Reval (heute: Tallinn) und Sankt Petersburg, vor allem im Winter. Deshalb wurde hierher auch die älteste Eisenbahnlinie Estlands geführt, die als Baltische Eisenbahn (Балтийская железная дорога) 1870 eröffnet wurde und Baltijski Port über Reval und Narwa mit St. Petersburg verband.
In der Hafenstadt Baltischport (Paldiski) am Finnischen Meerbusen trafen der deutsche Kaiser Wilhelm II. und Zar Nikolaus II. von Russland am 4. Juli 1912 zu Gesprächen zusammen.
Während der ersten Unabhängigkeit Estlands war Paldiski von 1922 bis 1939 Freihafen und ein vor allem bei Künstlern beliebter Ferienort.

### Militärstützpunkt, Übungs-Reaktoren
1941 bis 1944 folgte die deutsche Besetzung. Danach wurde Paldiski bis 1989 zusammen mit den Pakri-Inseln eine wichtige Militärbasis und U-Boothafen der sowjetischen Streitkräfte und seit den 1960er Jahren Trainingszentrum für die Besatzungen nuklearbetriebener U-Boote. Die gesamte militärische Anlage umfasste eine Fläche von insgesamt 65 km². 
1968 wurde ein 70-MW-Trainingsreaktor in Betrieb genommen, an dem die Bedienung eines U-Boot-Reaktors trainiert wurde. 1982 folgte ein zweiter 90-MW-Reaktor. Die Stadt war als so genannte „geschlossene Stadt“ von der zivilen Außenwelt quasi abgeschnitten, und die Einwohner benötigten Sondergenehmigungen, um sie zu verlassen. Für Außenstehende war es praktisch unmöglich, hineinzukommen.
Beide Trainingsreaktoren wurden 1989 endgültig abgeschaltet. Der Abtransport der abgebrannten Brennelemente wurde 1994 abgeschlossen. Die kernbrennstofffreien Reaktoren wurden in jeweils einen „Sarkophag“ eingeschlossen. Aufgrund eines Abkommens zwischen Estland und Russland ging die Verantwortung für den Standort einschließlich der dort verbliebenen radioaktiven Abfälle und kontaminierten Einrichtungen am 30. September 1995 an Estland über. Hierzu wurde die Gesellschaft ALARA gegründet. 
Estland war aufgrund seiner ökonomischen Situation und fehlenden Know-hows zunächst nicht in der Lage, die dringend anstehenden Aufgaben allein zu lösen. Auf Initiative des schwedischen Außenministeriums und des schwedischen Strahlenschutz-Instituts SSI wurde daher 1994 die Paldiski International Expert Reference Group (PIERG) gegründet, um die notwendige Unterstützung zur Beseitigung der ökologischen Schäden auf eine internationale Basis zu stellen.

### Einwohnerentwicklung
Zu Sowjetzeiten lebten in Paldiski rund 16.000 Angehörige der sowjetischen Armee. Nach dem Abzug der Soldaten Anfang der 1990er Jahre sank die Zahl der Einwohner auf heute rund 3.600. Dennoch machen auch heute noch Russen den Großteil der Bevölkerung aus.
| Jahr      | 1934 | 1959 | 1970 | 1979 | 1989 | 2004 | 2010 | 2021 |
| --------- | ---- | ---- | ---- | ---- | ---- | ---- | ---- | ---- |
| Einwohner | 851  | 3387 | 6907 | 7311 | 7690 | 4224 | 4372 | 3672 |

## Bauwerke

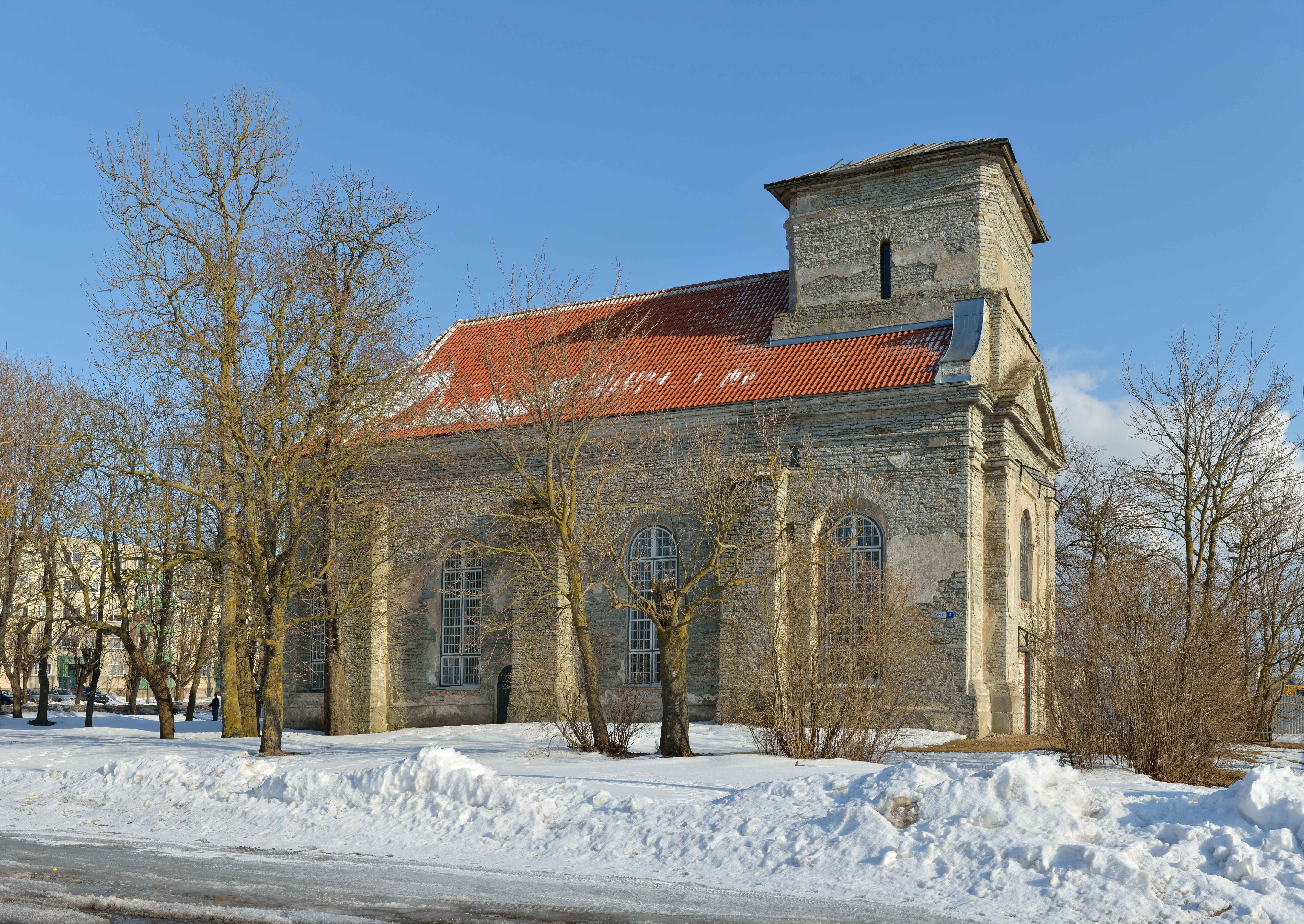
St.-Georgs-Kirche

In der Nähe von Paldiski steht die ehemalige Festung Rogervik, in der die Verurteilten der russischen Bauernaufstände von 1755–1756 und 1773–1775 inhaftiert waren. Zu den namhaftesten ehemaligen Insassen zählen Jemeljan Iwanowitsch Pugatschow und Salawat Julajew.
Aus der Zeit der sowjetischen Besetzung zwischen 1941 bzw. 1944 und 1991 stammt eine Vielzahl heute ungenutzter militärischer Bauwerke, die in und um Paldiski verteilt sind.
Die orthodoxe St.-Georgs-Kirche wurde 1784 bis 1787 errichtet. Aufgrund der großen Anzahl an orthodoxen Gläubigen in Paldiski ist der Bau einer neuen und größeren Kirche geplant.

## Wirtschaft und Infrastruktur

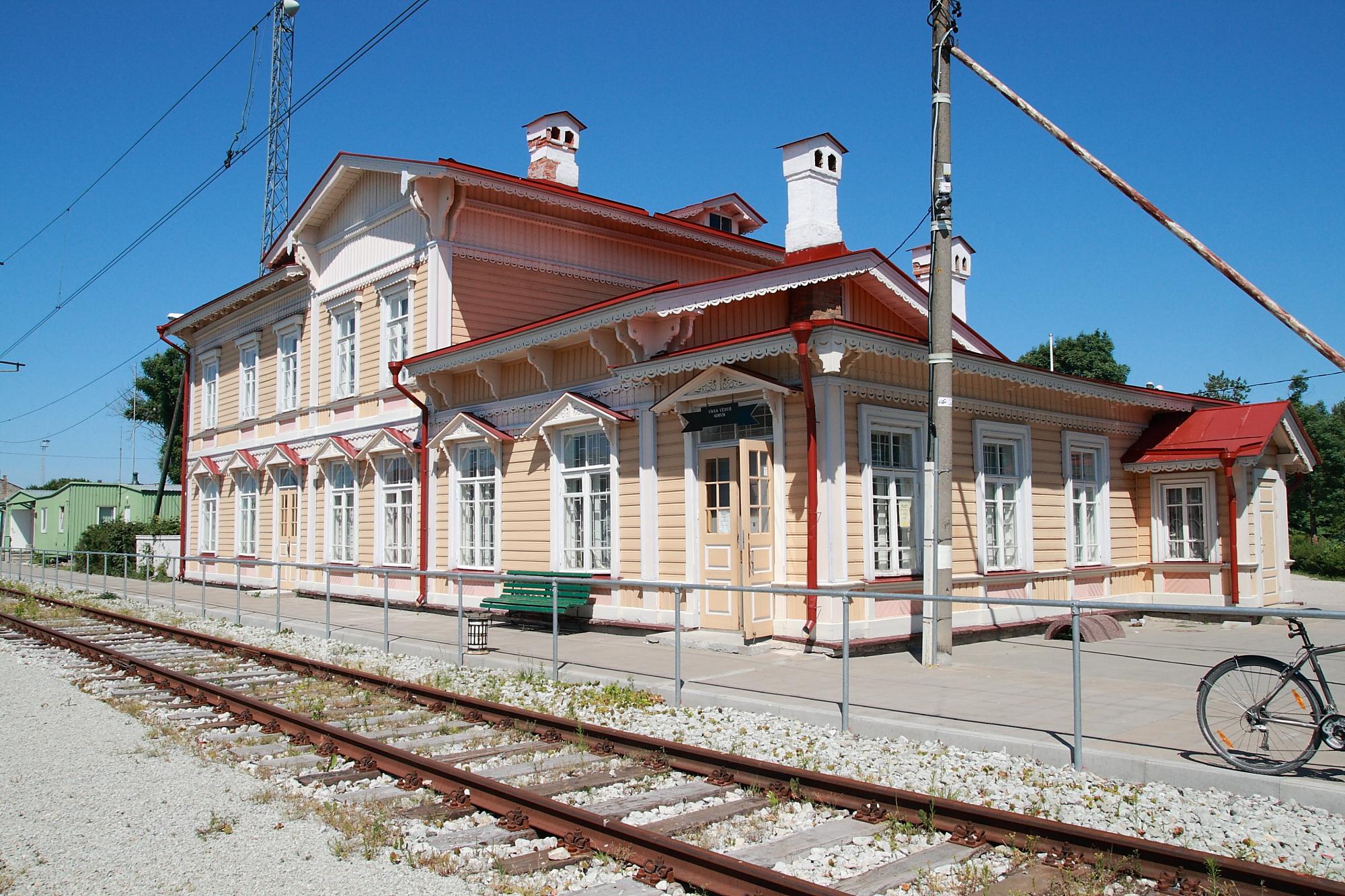
Bahnhof (2011)

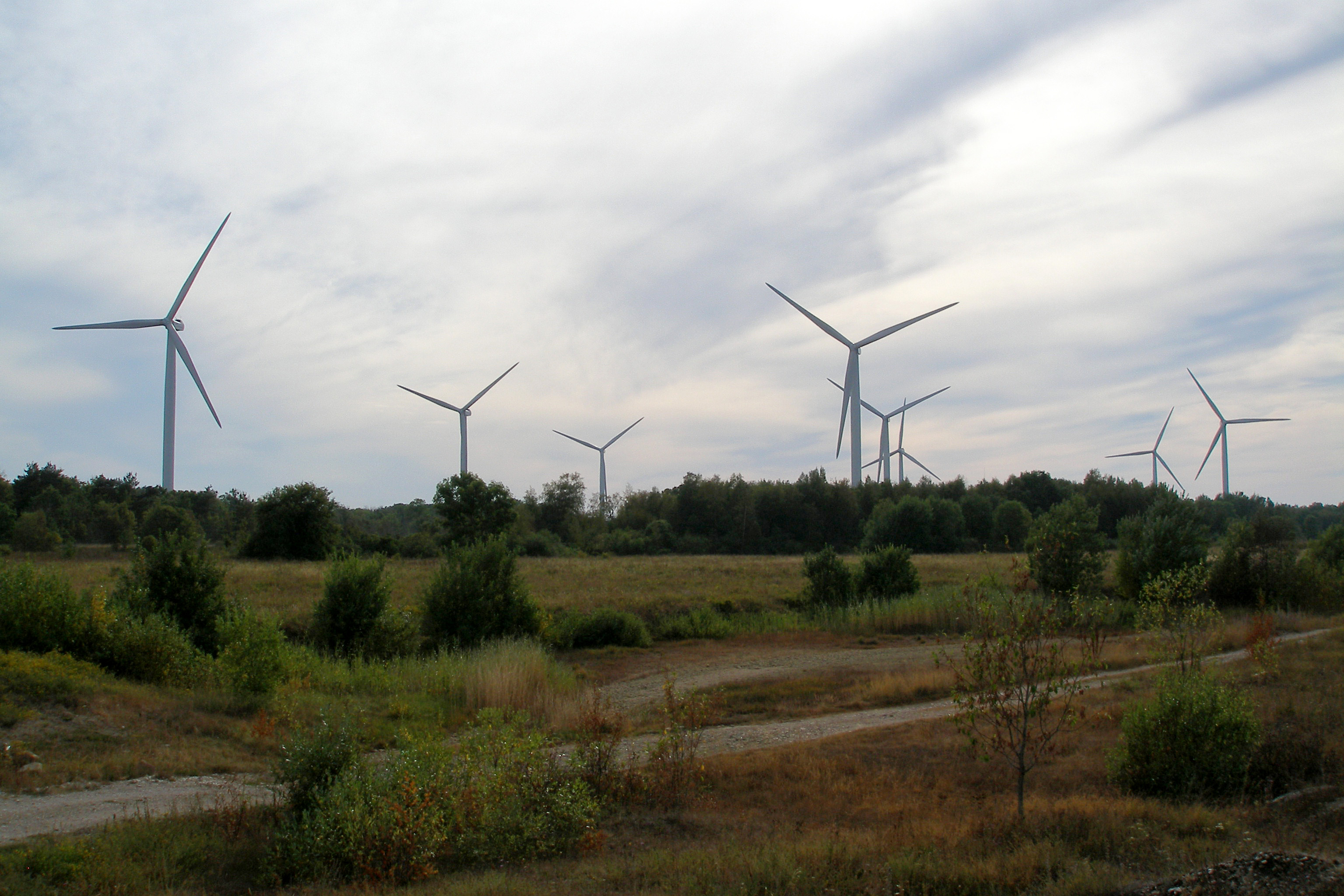
Windpark bei Paldiski (2006)

Heute ist Paldiski ein Stützpunkt der estnischen Marine, daneben aber auch ein bedeutender Exporthafen, der auch im Winter eisfrei bleibt. Der Südhafen von Paldiski ist seit 1993 Teil des Tallinner Hafenkomplexes. Umgeschlagen werden vor allem Ro-Ro-Fracht, Holz, Düngemittel, Altmetall und Torf. Es besteht regelmäßiger Frachtverkehr per See nach Großbritannien, Deutschland, Polen, Schweden und Finnland und auf dem Landweg (Straße und Schiene) nach Russland und in andere GUS-Staaten. „Paldiski North Port“ ist laut der HSH Nordbank „das größte private Infrastrukturprojekt im Baltikum“.
Paldiski ist Endpunkt der Bahnstrecke Tallinn–Paldiski und wird von Zügen der Elron angefahren. Es bestehen auch Busverbindungen unter anderem nach Tallinn. Die estnische Reederei Tallink betreibt eine Fährverbindung zwischen Paldiski und Kapellskär in Schweden. 
2012 öffnete der Paldiski-Windpark mit einer Nennleistung von 45 MW. Der Betreiber ist ein Tochterunternehmen von Eesti Energia.

## Söhne und Töchter der Stadt
- Amandus Adamson, Bildhauer (* 12. November 1855 in Uuga Rätsepa nahe Paldiski; † 26. Juni 1929 in Paldiski)
- Wladimir Michailowitsch Worobjow (* 6. Januar 1969) russischer Admiral
- Aleksandr Olerski (1973–2011), Fußballspieler, geboren in Paldiski[2]